# Kurt Pommer
Kurt Paul Pommer (* 5. Mai 1904 in Gera; † 13. August 1993 in Dresden) war ein deutscher Maschinenbauingenieur und Rektor der Technischen Hochschule Dresden.

## Leben
Pommer kam als Sohn eines Eisenbahnassistenten in Gera zur Welt. Er absolvierte nach Ende der Schulzeit 1920 eine Ausbildung zum Schlosser und arbeitete bis 1922 als Schlosser in Schmölln. Von 1922 bis 1925 besuchte er die Staatliche Akademie für Technik in Chemnitz, die er als Maschinenbauingenieur abschloss. Es folgte eine Anstellung als Konstrukteur bei Siemens und Halske in Berlin sowie von 1929 bis 1936 ein Studium der Elektrotechnik an der Technischen Hochschule Darmstadt, das er als Diplomingenieur abschloss.
Kurt Pommer war zunächst als Assistent an der TH Darmstadt tätig und arbeitete ab 1937 als Versuchsingenieur im Sachsenwerk Niedersedlitz. Zum 1. Mai 1937 trat er der NSDAP bei. Hier wurde er später stellvertretender Chefkonstrukteur sowie Leiter der Gesamtentwicklung in der Unternehmensleitung und war von 1946 bis 1952 Werkleiter des Sachsenwerks.
Im Jahr 1952 erhielt Pommer aufgrund seiner „hervorragende[n] wissenschaftlichen Begabung“ und „ausgezeichnete[n] praktische[n] Leistungen“ einen Ruf an die Technische Hochschule Dresden, wo er an der Fakultät Elektrotechnik zunächst als Professor mit Lehrauftrag sowie von 1953 bis 1969 als Professor mit Lehrstuhl für Elektromaschinenbau lehrte und forschte. Von 1955 bis zu seiner Emeritierung 1969 hatte er zudem die Leitung des Instituts für Elektrische Maschinen und Antriebe inne.
Von 1956 bis 1958 war Pommer Rektor der TH Dresden. In seine Amtszeit fiel unter anderem die Grundsteinlegung für den Andreas-Schubert-Bau.

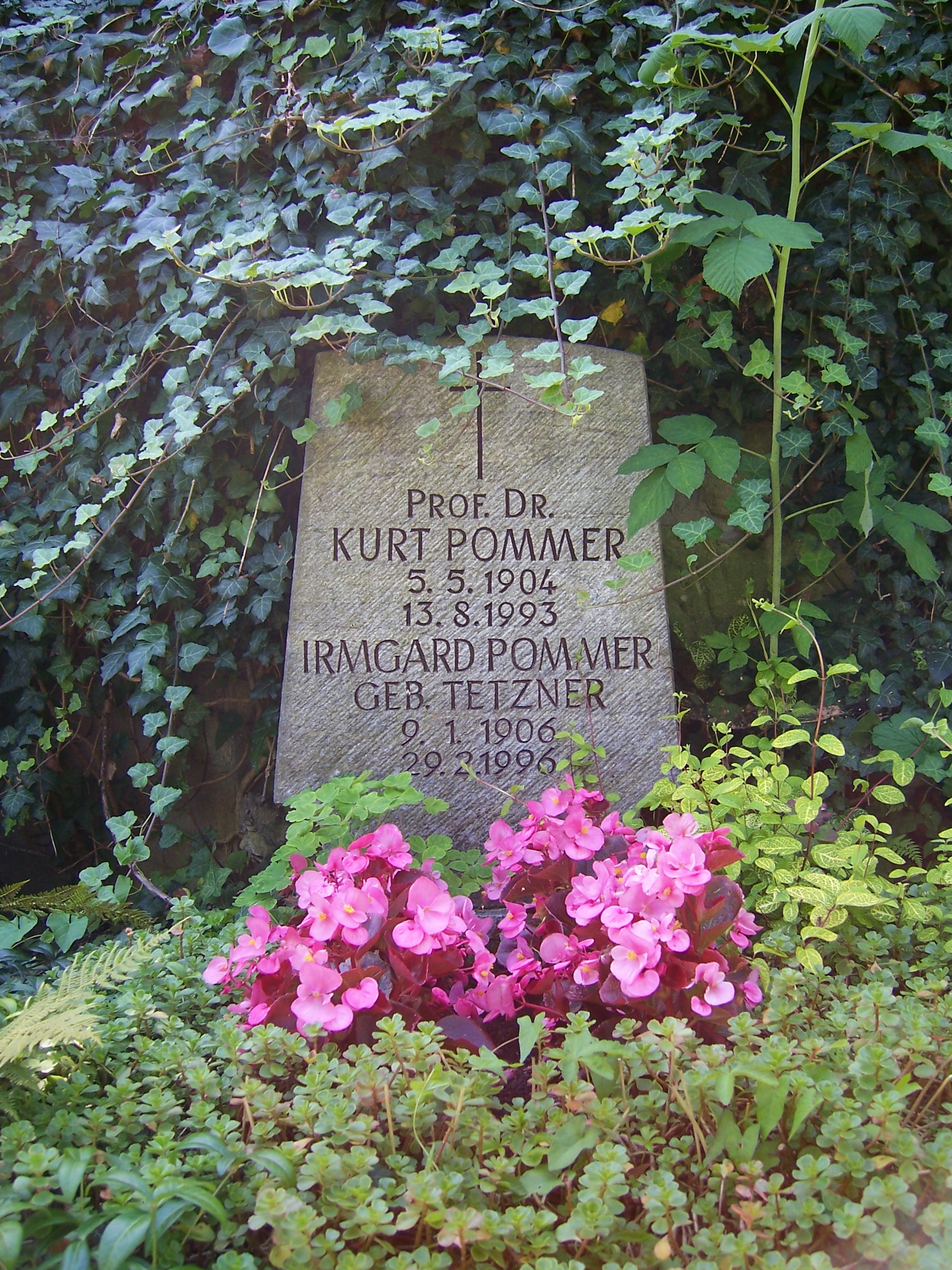
Grab von Kurt Pommer auf dem Friedhof Leubnitz-Neuostra

Pommer hatte verschiedene staatliche Funktionen inne, so war er Mitglied des Forschungsrates der DDR und Vorsitzender des Wissenschaftlichen Beirates Technik im Staatssekretariat für das Hoch- und Fachschulwesen. Die damalige Hochschule für Elektrotechnik Ilmenau verlieh Pommer 1959 die Ehrendoktorwürde.
Im Jahr 1960 wurde er als Teil des Kollektivs „Einheitsmotoren“ mit dem Nationalpreis der DDR II. Klasse ausgezeichnet. Er erhielt 1964 den Orden „Banner der Arbeit“ und wurde 1966 zum ordentlichen Mitglied der Deutschen Akademie der Wissenschaften zu Berlin gewählt. Als Teil des Kollektivs Elektrotechnik der TU Dresden erhielt Pommer 1975 die Humboldt-Medaille in Gold; ab 1979 war er Ehrensenator der TU Dresden. Er verstarb 1993 in Dresden und wurde auf dem Friedhof Leubnitz-Neuostra beigesetzt.
Pommer galt als Spezialist im Bereich Elektromaschinenbau. Zu seinen Werken gehört das Taschenbuch Elektrotechnik, an dem er als Mitautor beteiligt war.